# Iole palawanensis
El bulbul de Palawan (Iole palawanensis) es una especie de ave paseriforme de la familia Pycnonotidae endémica de la isla de Palawan, en el suroeste de Filipinas.

## Taxonomía
El bulbul de Palawan fue descrito científicamente por el ornitólogo escocés Arthur Hay Tweeddale en 1878, como Criniger palawanensis. Posteriormente fue clasificado en los géneros Hypsipetes y Ixos, para terminar clasificándose en el género Iole.